# Barragem de Vermiosa
A Barragem de Vermiosa localiza-se no Município de Figueira de Castelo Rodrigo, Distrito de Guarda, Portugal. Situa-se na ribeira da Devesa. A barragem foi projectada em 1993 e entrou em funcionamento em 1999.

## Barragem
É uma barragem de aterro (terra zonada). Possui uma altura de 18 m acima da fundação (15,5 m acima do terreno natural) e um comprimento de coroamento de 288 m (largura 6 m). O volume da barragem é de 95.000 m³. Possui uma capacidade de descarga máxima de 1,74 (descarga de fundo) + 90 (descarregador de cheias) m³/s.

## Albufeira
A albufeira da barragem apresenta uma superfície inundável ao NPA (Nível Pleno de Armazenamento) de 0,489 km² e tem uma capacidade total de 2,25 Mio. m³ (capacidade útil de 2,2 Mio. m³). As cotas de água na albufeira são: NPA de 684,8 metros, NMC (Nível Máximo de Cheia) de 686,3 metros e NME (Nível Mínimo de Exploração) de 674,2 metros.